# Laguna Naick Neck
Laguna Naick Neck é um município da Argentina, localizada na província de Formosa.